# Thomas Johann von Thun und Hohenstein
Thomas Johann Nepomuk Kaspar comte von Thun und Hohenstein (né le 16 mai 1737 à Trente, mort le 7 octobre 1796 à Passau) est évêque de Passau de 1795 à sa mort.

## Biographie
Ce fils d'un maréchal de la cour d'un évêché et chambellan de la famille noble Thun und Hohenstein devient après avoir terminé ses études chanoine à Passau en 1756. En 1766, il est nommé président de la Cour et en 1771 diacre. Cette même année, il est ordonné prêtre.
En 1776, il est nommé évêque titulaire de Thyatira (de) et évêque auxiliaire de Passau aux côtés de Leopold Ernst von Firmian. Firmian lui donne le 19 janvier 1777 l'ordination épiscopale. Il est un membre important de l'administration du diocèse et donc de ses affaires politiques.
Après la mort de Frimian, il n'est pas élu évêque en 1783 mais c'est Joseph Franz Anton von Auersperg qui est élu, et lui-même devient le chef du camp conservateur dans le chapitre de la cathédrale. Après la mort d'Auersperg, le chapitre élit le 4 novembre 1795 Thomas Johann von Thun und Hohenstein nouvel évêque de Passau. Durant son bref épiscopat, il développe la brasserie de Hacklberg, le flottage du bois sur l'Ilz ainsi que la manufacture de porcelaine. Après seulement 11 mois et 4 jours règne, il meurt à la suite d'une chute de cheval.

## Source, notes et références
- (de) Cet article est partiellement ou en totalité issu de l’article de Wikipédia en allemand intitulé « Thomas Johann von Thun und Hohenstein » (voir la liste des auteurs).